# Alajbeg
Alaj-Beg (Ālāi-Bey, tur. ālāi, povorka, puk; bey, u najširem smislu gospodar). U osmanlijskoj feudalnoj organizaciji zapovjednik spahija u sandžaku. On je na poziv sandžak-bega, kome je bio potčinjen, vodio spahije sandžaka u rat. Birao se isključivo iz spahijskih redova. Podređeni su mu bili zapovjednici spahija po spahijskim nahijama. Po alajbegovoj uputi spahije su dobivali posjede. Položaj je odgovarao pukovniku (miralaju). U Bosni i Hercegovini zvanje Alaj-Bega uvedeno u 16. stoljeću, a ukinuto je 1848. Kasnije je Alaj-Beg zapovjednik žandarmerijskog puka u vilajetu.
Naziv su dobili prema alaju, postrojbi od otprilike 1000 konjanika.